# Lentate sul Seveso
Lentate sul Seveso là một đô thị ở tỉnh Monza và Brianza, vùng Lombardia của Italia, khoảng 25 km về phía bắc của Milano. Tại thời điểm ngày 31 tháng 12 năm 2004, đô thị này có dân số14.651 và diện tích là 14,0 km².
Đô thị Lentate sul Seveso gồm cácfrazioni (đơn vị cấp dưới, chủ yếu là thôn làng) Birago, Camnago, Cimnago, Copreno, và Lentate Centro.
Lentate sul Seveso giáp các đô thị sau: Mariano Comense, Carimate, Cermenate, Novedrate, Cabiate, Meda, Lazzate, Misinto, Barlassina, Cogliate.